# Elaphrodes lactea
Elaphrodes lactea är en fjärilsart som beskrevs av M.Gaede 1932. Elaphrodes lactea ingår i släktet Elaphrodes och familjen tandspinnare. Inga underarter finns listade i Catalogue of Life.